# Pierre de Richebourg
La pierre de Richebourg, aussi dénommée menhir de Richebourg, est un menhir situé sur la commune de Retiers, dans le département français d'Ille-et-Vilaine.

## Historique
Dès 1888, des mesures sont prises pour la conservation du menhir par le préfet de Vitré de l'époque, M. Buisson. Il est mentionné dans les Guides Joanne - ancêtre des Guides bleus.
Il est classé au titre des monuments historiques depuis le 1er septembre 1977.

## Description
Le menhir est composé d'un bloc de quartzite de forme prismatique. Ses grandes faces sont orientées est-ouest. Il mesure 3,15 mètres de haut, pour une largeur de 2,35 mètres et une épaisseur de 1,50 mètre. Il est probable qu'il était plus haut encore à l'origine et que la partie supérieure a été débitée.

## Folklore
Paul Bézier, membre de la Société archéologique d'Ille-et-Vilaine, rapporte la légende suivante :

« On dit qu'il porte en sa partie supérieure l'empreinte d'une main et que c'était une « tribune » d'où la foule, assise sur des sièges de pierre, était haranguée.
Cette tradition fait croire à une légende se rapportant à l'empreinte d'une main et à l’existence dans le passé, d'un cromlech autour du menhir.
Malgré de nombreuses recherches, je n’ai pu recueillir la légende ni trouver les traces du cromlech »

.